# 鹽度

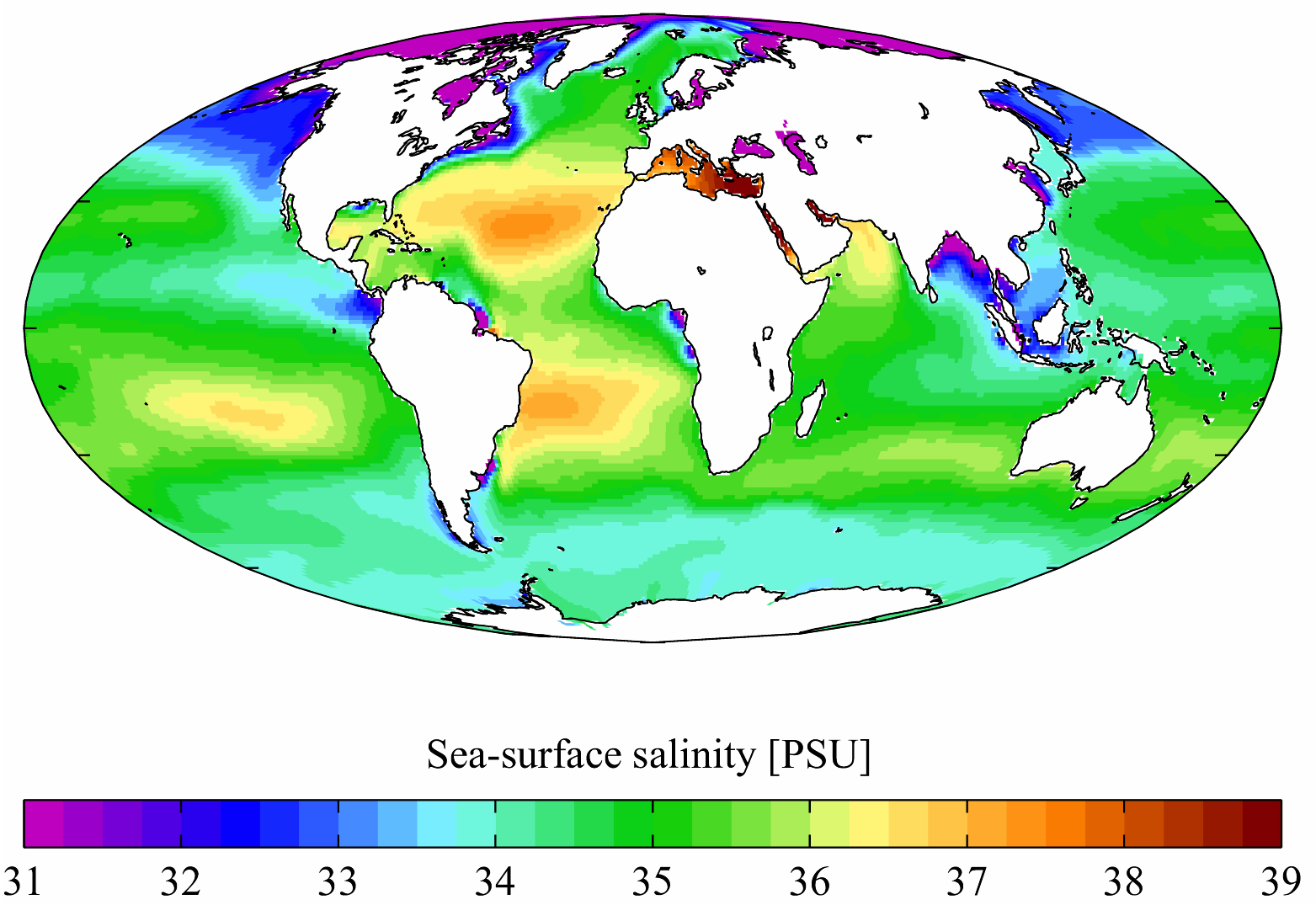
世界海洋全年平均鹽度（2001年資料）

鹽度，指水中的鹽濃度，常用於表示水體的淡鹹。

## 水體
- 冰原或冰山形成
- 冰溶解
- 與鹽度不同的水混合
- 潮汐
- 蒸發
- 雨水
- 大陸徑流
- 鹽水池

## 分布
| 溶解鹽分百分比 | 溶解鹽分百分比         | 溶解鹽分百分比 | 溶解鹽分百分比 |
| 淡水           | 微鹹水/半淡鹹水/汽水域 | 鹹水           |                |
| < 0.05 %       | 0.05 - 3 %             | 3 - 5 %        | > 5 %          |
| -------------- | ---------------------- | -------------- | -------------- |

在海洋，赤道一帶降雨量大，鹽度較低。在高緯度地區，溶解的冰降低了鹽度。鹽度最高的地區是蒸發量高而降雨相對較低的中緯地區。
大西洋鹽度略高於太平洋。
海洋平均鹽度是3.47%。

## 作為生態因素
能生存於較大的鹽度範圍的生物稱為「廣鹽性」（euryhaline），反之為「狹鹽性」（stenohaline）。
鹽度大幅改變時，因為滲透作用的關係，細胞可能漲破或萎縮。有些生物的體液的濃度隨鹽度而改變，稱為變滲壓性生物（poikilosmotic / osmoconformers）；亦有生物以各樣方法維持身體滲透壓，稱為恆滲壓性的（homoiosmotic / osmoregulators）。這類方法有：
- 儲存鹽分
- 排出鹽分
- 吸收大量水
- 脫落充滿鹽的身體部分（页面存档备份，存于）

鹽度也會影響浮力，這可能影響某些生物覓食或散布幼卵。

## 計算
鹽度的基本定義為每一千克的水內的溶解物質的克數。1902年ICES（页面存档备份，存于）提出的定義為：「每一千克的水內，將溴和碘化物計算為氯化物，將碳酸鹽計算為氧化物，將所有有機化合物計算為完全氧化的狀態，溶解物質的克數。」由於鹽度和氯度（海洋內溶解的氯離子濃度，約為55.3%）相關，加上氯度很易測得，因此有了一條經驗公式：S = 0.03 + 1.805Cl。其中氯度的定義為「令海水樣本中所有鹵素沈澱的所需銀的質量」。聯合國教科文組織和其他國際團體設立的專家小組JPOTS，在1966年提出此式應是S = 1.80655 Cl，同時又推薦海洋學家提出使用海水的導電性來定義鹽度。1978年JPOTS提出實用鹽度（Practical Salinity Scale）為現時最廣泛採用的專業定義：
S = 0.0080 - 0.1692 Rt0.5 + 25.3851 Rt + 14.0941 Rt1.5 - 7.0261 Rt2 + 2.7081 Rt2.5 + ΔS
ΔS = [(t - 15) / (1 + 0.0162(t - 15))] + 0.005 - 0.0056 Rt0.5 - 0.0066 Rt - 0.0375 Rt1.5 + 0.636 Rt2 - 0.0144 Rt2.5
t是攝氏度
C (S, t, 0)表示海水在t度和標準大氣壓力下的導電性
C (KCl, t, 0)表示32.4356克的KCl溶於1千克的水的溶液，在t度和標準大氣壓力下的導電性
此公式的準確度為± 0.003。

## 量度
- 導電性（± 0.005）
- 滴定（±0.02）
- 折射
- 重量